# 2788 Andenne
A 2788 Andenne (ideiglenes jelöléssel 1981 EL) a Naprendszer kisbolygóövében található aszteroida. Henri Debehogne, G. DeSanctis fedezte fel 1981. március 1-én.